# Limpluvia setoensis
Limpluvia setoensis (лат.) — вид кольчатых червей, единственный в составе рода Limpluvia, семейства Limpluvidae и отряда Limpluvida (Annelida: Clitellata).

## Этимология
Родовое название Limpluvia происходит от сочетания латинских слов limpidus (ясный, прозрачный) и pluvia (дождь) — намек на полупрозрачность и переливчатость червя в живом состоянии. Видовое название L. setoensis происходит от названия места нахождения (река Seto).

## Распространение
Япония, префектура Сидзуока, Seto River.

## Описание
Мелкие кольчатые черви, длина тела 17-25 мм, диаметр 0,4—0,7 мм, в теле 60—70 сегментов. Хеты парные, простоконечные, сигмовидные, узловатые. Глотка открытая, с диффузными фарингеальными железами, тесно связанными с дорсальной фарингеальной площадкой, но не простирающимися в заднем направлении в виде серии «септальных» желез; глотка также связана с двумя короткими трубчатыми структурами, которые также могут функционировать как железы. Нефридиальные протоки простые, трубчатые. Клителлюм толщиной в одну клетку. Сперматеки - одна пара, поры переднелатеральные в IX сегменте. Две пары семенников в X-XI, одна пара яичников в XII, яйца мезолецитальные. Гонодукты простые, передняя пара мужских протоков плезиопористые, задняя пара прозопористые, оба простираются до отдельных мужских пор в XI. Женские протоки представляют собой конические воронки, с порами на 12/13.

## Систематика
Вид и род Limpluvia был впервые описан в 2024 году и выделены в отдельные семейство Limpluvidae и отряд Limpluvida. Полупрозрачные мужские протоки (одна пара прозопористых, одна плезиопористых) несколько напоминают основное строение Lumbriculidae, типичные представители которых имеют сходную форму тела, включая четыре пары хет на сегмент. Однако морфология репродуктивной системы оказывается ближе к другому монотипическому семейству, Kurenkovidae Sokolskaja, 1983 — хотя единственный вид, Kurenkovia magna Sokolskaja, 1969, впоследствии был помещен в Lumbriculidae на основании (морфологического) кладистического анализа Brinkhurst (1989). В настоящее время семейство Limpluvidae является монотипичным и морфологически выделяется по признакам, перечисленным в диагнозе рода и описании вида Limpluvia setoensis.